# Psathyrometra fragilis
Psathyrometra fragilis is een haarster uit de familie Zenometridae.
De wetenschappelijke naam van de soort werd in 1907 gepubliceerd door Austin Hobart Clark.